# ボラ科
ボラ科（Mugilidae）は、硬骨魚類の分類群の一つ。従来の分類ではボラ目（Mugiliformes）に所属する唯一の科で、ボラ・メナダなど、少なくとも20属75種が含まれる。

## 概要
ボラ科の魚類は全世界の熱帯・温帯に広く分布し、一部は亜寒帯域にも生息する。ほとんどは沿岸性の海水魚だが、汽水域や淡水域に進出する種類も知られる。食用に利用される魚種を多く含み、熱帯地方では養殖も盛んに行われている。
体は細長い円筒形で、断面は楕円形か、背中側がややふくらんだ逆三角形である。体長は数十cm程度の種類が多く、最大では1.2mほどになる。目は一般に大きく、種類によっては「脂瞼」（しけん）と呼ばれるコンタクトレンズ状の構造に覆われる。吻は短く、口の大きさは中程度だが歯はかなり小さく、もたない場合もある。食性は雑食性で、水中のプランクトン、水底や岩に付着したデトリタスや藻類を中心に摂食する。胃壁の筋肉が発達し、腸管は極めて長いなど消化器の構造に特徴がある。
鰭は体に対して比較的小さく、遊泳力に優れる。背鰭は2つに分かれ、互いの間隔は大きい。前方にある第1背鰭は4本の棘条のみで構成され、前3本は基底部で接している。第2背鰭は8-10本の軟条からなる。胸鰭は体の高い位置にある。臀鰭は2-3本の棘条と7-11本の軟条からなる。腹鰭は腹部に位置し、1棘5軟条。側線の発達はきわめて悪い一方で、全身の鱗に感覚孔を有する。Myxus 属を除き、成魚の鱗は櫛鱗。
卵は脂肪分が多い分離性浮遊卵で、親の保護を受けず、海中を浮遊しながら胚発生が進む。仔魚は卵黄を消費すると沿岸域へ移動し、定着する。

## 分類

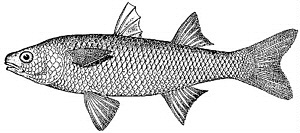
Agonostomus 属の1種（A. monticola）

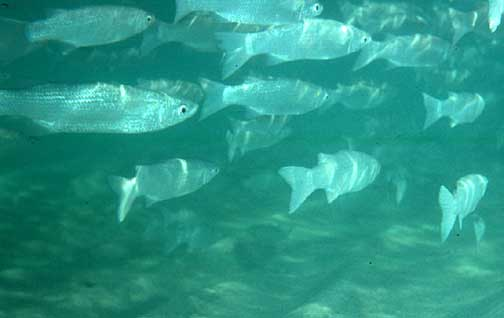
クチボソボラ属の1種（Neomyxus chaptalii）

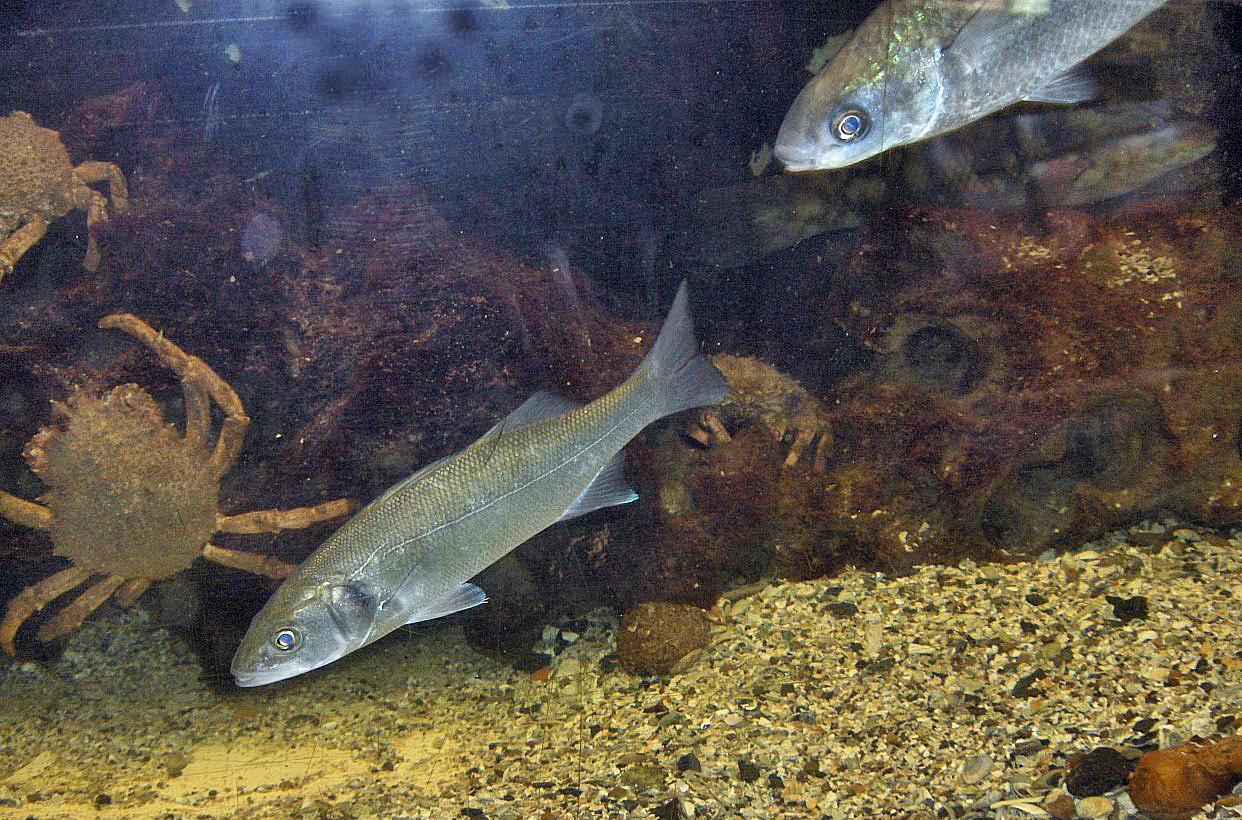
メナダ属の1種（Chelon labrosus）

Nelson（2016）によると、ボラ科には20属75種が含まれる。FishBaseでは2025年3月時点で26属78種が認められている。近年主流となっている分類体系では本科のみでボラ目を構成し、カサゴ目・スズキ目など、鰭に棘条が発達する棘鰭上目の中で最も原始的な一群と考えられているが、その位置付けには異論も多い。かつては本科をスズキ目に含め、ツバメコノシロ科・カマス科などを含むボラ亜目（Mugiloidei）の一部として扱うものや、トウゴロウイワシ目（Atheriniformes）に組み込む見解も存在した。Catalog of Fishesではボラ目に本科の他にタカサゴイシモチ科を含めている。Near and Thacker（2024）では、本科をイソギンポ目に含めている。フウライボラ属 Crenimugil（フウライボラ、ナガレフウライボラ）や、
- Agonostomus 属
- Aldrichetta 属
- カワボラ属 Cestraeus - カワボラ
- Chaenomugil 属
- Chelon 属
- Dajaus 属
- オニボラ属 Ellochelon - オニボラ
- Gracimugil 属
- Joturus 属
- Minimugil 属
- タイワンメナダ属 Moolgarda - カマヒレボラ、タイワンメナダ、ナガレフウライボラ、フウライボラ
- ボラ属 Mugil - ボラ
- Myxus 属
- Neochelon 属
- クチボソボラ属 Neomyxus - クチボソボラ
- ワニグチボラ属 Oedalechilus - ワニグチボラ
- Osteomugil 属 - ナンヨウボラ、モンナシボラ
- Parachelon 属
- Paramugil 属
- メナダ属 Planiliza - アンピンボラ、コボラ、セスジボラ、ヒルギメナダ、メナダ
- Plicomugil 属
- Pseudomyxus 属
- Rhinomugil 属
- Sicamugil 属
- Squalomugil 属
- Trachystoma 属

## 日本産のボラ科魚類
日本には少なくとも7属15種のボラ科魚類が分布する。暖流に面した温暖な地方で多くの種類がみられるが、全国的に分布するのはボラ・メナダ・セスジボラの3種に限られる。

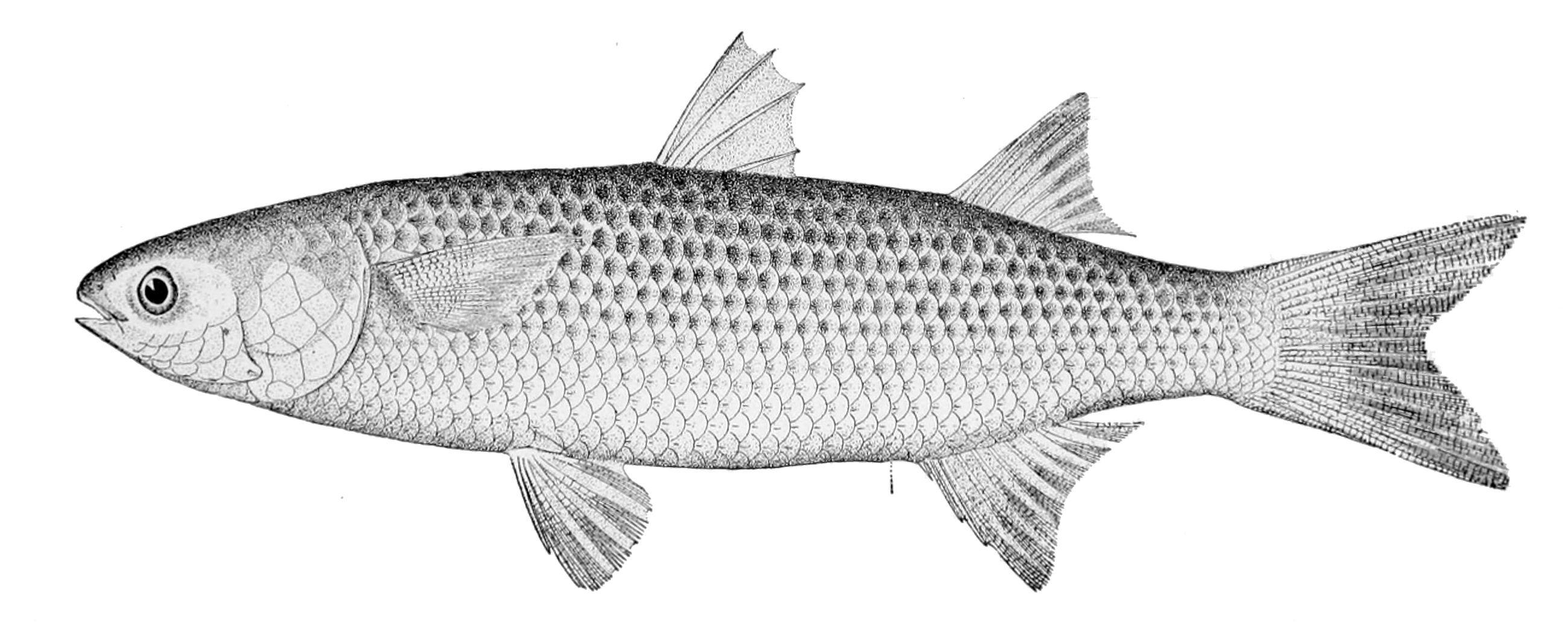
ボラ Mugil cephalus （ボラ属）。全世界の温暖な海に広範囲に分布する。日本では若魚の卵巣から作る塩漬けがカラスミとして珍重される

ボラ Mugil cephalus Linnaeus, 1758
全長60cmに達する。体が前後に細長く、脂瞼が大きく発達する。尾鰭は中央で湾入し上下に分かれる。アフリカ西岸を除く全世界の熱帯・温帯に広く分布し、日本沿岸でも北海道以南で普通にみられる。各地で食用に漁獲される。
メナダ Planiliza haematocheila (Temminck et Schlegel, 1845)
全長100cmに達する大型種。ボラに似るが脂瞼の発達が悪いこと、頭部が縦扁し前方に尖ること、目や唇に赤みを帯びること、尾鰭の湾入が浅く三角形に近いことなどで区別する。中国・朝鮮半島・アムール川などに生息し、日本でも九州から北海道まで分布するが、南西諸島ではあまり見られない。内湾や河口の汽水域に生息し、ボラと同じく食用に漁獲される。
セスジボラ P. affinis (Günther,1861)
全長30cmほど。和名通り背中の中央に隆起線があるので他の種類と区別できる。中国・台湾・日本列島沿岸域に分布する。
コボラ P. macrolepis (Smith, 1846)
全長30cmほど。体は太短く、脂瞼はない。インド洋・太平洋の熱帯・亜熱帯域に分布し、日本では千葉県以南に分布する。
フウライボラ Moolgarda crenilabis (Forsskål, 1775)
全長60cmほど。上唇が非常に厚く、胸鰭の基部に小さな黒点がある。インド洋・太平洋の熱帯・亜熱帯域に分布し、日本では千葉県以南に分布する。おもにサンゴ礁の浅い海域に生息し、淡水域には侵入しない。
オニボラ Ellochelon vaigiensis (Quoy et Gaimard, 1824)
全長55cmほど。胸鰭は黒く、臀鰭と尾鰭は黄色調。また、尾鰭の形状は湾入がなく三角形である。インド洋・太平洋の熱帯・亜熱帯域に分布し、日本では和歌山県以南に分布する。
カマヒレボラ Moolgarda pedaraki (Valenciennes, 1836)
全長50cmほど。成魚の第2背鰭が鎌のように伸びるのでこの和名がある。体は太短く、尾鰭が大きい。南西諸島以南の西太平洋・東インド洋の熱帯域に分布する。